# Cupes longus
Cupes longus is een keversoort uit de familie Cupedidae. De wetenschappelijke naam van de soort is voor het eerst geldig gepubliceerd in 1987 door Hong & Wang.